# Майкъл Роуз
Майкъл Роуз (на английски: Michael Rose, понякога изписвано Mykal Rose) е съвременен ямайски реге изпълнител.
Роден е в Кингстън, столицата на Ямайка, на 11 юли 1957 г.
Става популярен в края на 1970-те и началото на 1980-те години с участието си в групата „Блек ухуру“ (Black Uhuru) и е запомнен с широкия диапазон на гласа си и емблематичния си начин на пеене.
Роуз започва кариерата си като солов изпълнител. Първите си сингли издава през 1974 в колаборация с продуцентите Яби Ю (Yabby You) и Найни дъ Обзървър (Niney the Observer). През 1977 г. се присъединява към „Блек Ухуру“, за да замести напусналите по-рано Дон Карлос (Don Carlos) и Гарт Денис (Garth Dennis). С групата постига първи комерсиални успехи, като печели награда Грами (1985) в новосъздадената категория „Реге“, присъдена за албума Anthem.
След това отличие Роуз напуска „Блек ухуру“ и се оттегля в ямайската провинция, където прави собствена плантация за кафе. През следващите години издава няколко сингъла, които обаче не намират разпространение извън границите на собствената му страна.
Япония и Европа чуват отново за него през 1989 г., когато Роуз сключва договор със звукозаписното студио RCA и издава албума Proud. Следват албумите Bonanza (1991) и King of General (1992), които са записани за други студиа. Успоредно работи с реге-иконите на Ямайка Слай и Роби (Sly & Robbie), които продуцират за него множество сингли, издадени в колекцията Sly & Robbie presents Mykall Rose: The Taxi Sessions през 1995 г.
От 1995 до 2004 г. Роуз записва за лейбъла Heartbeat Records, под който излизат общо 9 албума, включително и американският му дебют Michael Rose (1995). През 2004 г. се събира с колегите си от „Блек ухуру“ и изнасят множество концерти. Едновременно с това продължава и соловата си кариера. Най-новият му албум Great Expectations е от 2008 г.
Сред хитовете на Майкъл Роуз са Guess Who's Coming to Dinner, Short Temper, Rude Boys (Back in Town), Ganja Bonanza, както и достигналият № 1 сингъл Shoot Out от 2007 г.